# 再見比利時
再見比利時（Bye Bye Belgium）是指於2006年12月13日晚8時20分比利時公營電視台RTBF電視台突然中斷節目廣播插播的比利時北部弗拉芒大區宣布獨立的虛假新聞報道。這是該電視臺精心策劃的特別節目。

## 事件經過
有關虛構新聞報導非常認真詳細，當晚RTBF電視台中斷了正常廣播，作出連續一個半小時的特別新聞報導，指「弗拉芒議會」通過決議宣布「獨立」，國王和王后已乘軍機流亡海外，國家分裂為二。

比利時大區：
- 紅區為弗拉芒大區
- 被红色包围的小灰区為布魯塞爾首都大區
- 餘下的灰區為瓦隆大區

### 播出畫面
新聞報導「直播」的畫面有：
- 弗拉芒大區居民在記者身後的「弗拉芒議會」大樓前揚起法蘭德斯旗慶祝
- 通往布魯塞爾機場的公路出現塞車車潮
- 最新「國界」劃分
- 公路上新的「歡迎到佛兰德王國」路牌
- 「佛蘭德王國」護照式樣
- 「佛蘭德王國」車牌式樣
- 大批情緒激動的群眾包圍布魯塞爾的王宮
- 駐刚果民主共和国（前比利時殖民地）記者從首都報導指比利時王室已到了剛果，更播出國王在金沙薩機場下飛機的畫面
- 布魯塞爾的環市路被封鎖
- 在布魯塞爾的北約總部進入紅色警戒
- 警方開始在佛蘭德的新「國界」巡邏和建立警崗
- 部分航機因出入境問題被拒降落布魯塞爾國際機場（布魯塞爾國際機場在佛蘭德內）而要轉飛在法語區城市的機場
- 佛蘭德官員在「國界」截停長途火車並登車要乘客出示証件辦理入境手續
- 佛蘭德最大城市安特衛普的廣場擠滿慶祝的人群
- 記者最新採訪知名政要意見的畫面
- 「直播」西班牙分離活動活躍的加泰羅尼亞地區人們上街慶祝佛蘭德獨立，憧憬加泰羅尼亞也會跟着宣布從西班牙獨立

報導畫面極度真實令大部分觀眾信以為真，導致不少群眾持比利時國旗到布魯塞爾王宮前聚集。新聞連續播了半小時後，畫面下方才打出「報導純屬虛構」字樣。

### 播放動機
該台表示這其實是費時超過一年製作的假新聞，報導的製作由記者Philippe Dutilleul主導，靈感來自1938年美國用突發新聞包裝的廣播節目《火星人入侵地球》（War of the Worlds），以引起觀眾的注意，激發大眾討論國家未來走向和比利時法語區及比利時荷語區間長期的不和狀態。

## 背景
比利時雖是西歐的穩定民主國家，但它歷史短暫，比利時原屬荷蘭聯合王國，在1830年因歐洲列強想立一個緩衝國，同時法國想藉此削弱荷蘭的政經地位，因此比利時立國前根本沒有“比利時人”這個稱謂。比利时南部以左翼社会党为主，而北部以中右翼政党为主。20世纪60年代後荷語區經濟發展遠勝於法語區，令荷兰語區連年財政補貼法語區，加深雙方的摩擦，荷兰語區的要求更大自治的诉求支持得到更广泛的支持，支持曲线獨立或直接独立的政黨在選舉中占30%左右。
而RTBF電視台認為這重要議題在國家層面和在南部法語區未受應有重視，所以製作是次虛構新聞報導希望激發大眾和當局討論和關注。

## 反應

### 大眾反應
節目顯然非常成功，新聞播出後全國立即陷入疑團中，超過30,000個觀眾致電RTBF查詢，大量觀眾登入電視台網站，令網站癱瘓。據觀眾回傳簡訊顯示，89%的人對新聞報導信以為真，6%的人即使在看到「純屬虛構」後，仍然深信不疑。

### 國際反應
法新社報導指有派駐布魯塞爾的外國使節也誤信為真，急忙把消息回報國內。而因布魯塞爾為北約和歐盟總部所在，因此這報導格外引起國際關注。

### 政界反應
比利時政界則相當憤怒，指事件可恥、破壞國家形象和驚嚇民眾。
- 比利時王室發言人譴責電視台的做法。
- 比利時首相居伊·伏思达透過發言人痛斥事件品味非常拙劣。
- 瓦隆大區首长埃利奥·迪吕波指事件不能接受。
- 弗拉芒大區支持獨立的弗拉芒利益黨（Vlaams Belang）也不滿電視台拿荷兰語區的自治和獨立開玩笑，認為獨立是理所當然不容妥協的，該黨發言人指「根本不需要討論有關課題」。
- 比利時環境部長說她初看到報導時也嚇了一跳，以為是真的。

## 外部連結/参考资料
- （中文） 比利时电视台恶搞称国家解体首相指其不负责任 - WH News 15/12/2006
- （英文） 時代周刊2006年12月15日的報導 （页面存档备份，存于）
- （英文） BBC的報導 （页面存档备份，存于）